# Championnats du monde de triathlon 1989
Les Championnats du monde de triathlon 1989 présentent les résultats des championnats mondiaux de Triathlon en 1989 organisés par la fédération internationale de triathlon.
Ces 1ers championnats se sont déroulés à Avignon en France le 6 août 1989.

## Résultats

### Élite

#### Hommes
| Rang   | Athlète          | Nationalité      | Natation    | Vélo            | Course à pied | Temps           |
| ------ | ---------------- | ---------------- | ----------- | --------------- | ------------- | --------------- |
| Or     | Mark Allen       | États-Unis       | 28 min 21 s | 57 min 16 s     | 33 min 06 s   | 1 h 58 min 45 s |
| Argent | Glenn Cook       | Royaume-Uni      | 26 min 45 s | 59 min 46 s     | 33 min 30 s   | 2 h 00 min 03 s |
| Bronze | Rick Wells       | Nouvelle-Zélande | 26 min 37 s | 58 min 14 s     | 36 min 03 s   | 2 h 00 min 55 s |
| 4      | Miles Stewart    | Australie        | 28 min 26 s | 1 h 00 min 43 s | 32 min 27 s   | 2 h 01 min 37 s |
| 5      | Rob Barel        | Pays-Bas         | 28 min 25 s | 1 h 00 min 05 s | 33 min 05 s   | 2 h 01 min 59 s |
| 6      | Brad Beven       | Australie        | 27 min 37 s | 1 h 00 min 25 s | 34 min 20 s   | 2 h 02 min 21 s |
| 7      | Mike Pigg        | Australie        | 28 min 30 s | 57 min 16 s     | 36 min 38 s   | 2 h 02 min 25 s |
| 8      | Karel Blondeel   | Belgique         | 28 min 27 s | 58 min 15 s     | 36 min 39 s   | 2 h 03 min 21 s |
| 9      | Spot Anderson    | Australie        | 26 min 52 s | 1 h 03 min 54 s | 32 min 41 s   | 2 h 03 min 29 s |
| 10     | Wolfgang Kattnig | Autriche         | 29 min 38 s | 1 h 00 min 31 s | 33 min 28 s   | 2 h 03 min 37 s |

#### Femmes
| Rang   | Athlète          | Nationalité      | Natation    | Vélo            | Course à pied | Temps           |
| ------ | ---------------- | ---------------- | ----------- | --------------- | ------------- | --------------- |
| Or     | Erin Baker       | Nouvelle-Zélande | 29 min 30 s | 1 h 03 min 05 s | 37 min 23 s   | 2 h 10 min 00 s |
| Argent | Jan Ripple       | États-Unis       | 28 min 45 s | 1 h 03 min 42 s | 38 min 04 s   | 2 h 10 min 32 s |
| Bronze | Laurie Samuelson | États-Unis       | 29 min 27 s | 1 h 06 min 22 s | 36 min 59 s   | 2 h 12 min 48 s |
| 4      | Karen Smyers     | États-Unis       | 30 min 06 s | 1 h 05 min 31 s | 37 min 34 s   | 2 h 13 min 11 s |
| 5      | Patricia Puntous | Canada           | 29 min 32 s | 1 h 06 min 19 s | 37 min 25 s   | 2 h 13 min 19 s |
| 6      | Missy Morlock    | Canada           | 28 min 40 s | 1 h 07 min 44 s | 38 min 16 s   | 2 h 14 min 43 s |
| 7      | Jodi Cross       | Canada           | 31 min 51 s | 1 h 03 min 01 s | 40 min 30 s   | 2 h 15 min 24 s |
| 8      | Sylviane Puntous | Canada           | 30 min 14 s | 1 h 07 min 21 s | 38 min 01 s   | 2 h 15 min 38 s |
| 9      | Carol Montgomery | Canada           | 30 min 06 s | 1 h 06 min 16 s | 39 min 22 s   | 2 h 15 min 44 s |
| 10     | Simone Mortier   | Allemagne        | 30 min 09 s | 1 h 06 min 00 s | 40 min 05 s   | 2 h 16 min 15 s |

## Tableau des médailles
| Rang  | Nation           | Or | Argent | Bronze | Total |
| ----- | ---------------- | -- | ------ | ------ | ----- |
| 1     | États-Unis       | 1  | 1      | 1      | 3     |
| 2     | Nouvelle-Zélande | 1  | 0      | 1      | 2     |
| 3     | Royaume-Uni      | 0  | 1      | 0      | 1     |
| Total | Total            | 2  | 2      | 2      | 6     |